# Latvian Voices
Latvian Voices — латвийский женский вокальный ансамбль.
Репертуар ансамбля состоит из произведений а капелла, а также народных песен, музыки эпохи барокко и Ренессанса, аранжировок современной поп-музыки и песен. В состав ансамбля входят семь певиц: Лаура Екабсоне, Андра Блумберга, Карина Каминская, Нора Витиня, Лиене Шмуксте, Зане Стафецка и Лаура Леонтьева.
Первые гастроли за пределами Латвии состоялись в 2009 году, в Германии (музыкальный фестиваль Usedom). В 2012 году на Всемирной хоровой олимпиаде (США) завоевал золотую медаль и получили титул чемпиона. В 2012 году победитель «Vokal Total» в конкурсе «a cappella» в категории классическая музыка. Практически все участницы ансамбля получили высшее образование в Латвийской музыкальной академии имени Я Витола. При записи Making Waves сотрудничали с Bob Chilcott из группы The King’s Singers.
Latvian Voices выбрана символом Риги как Европейской Культурной столицы 2014 года и Всемирной олимпиады хоров.

## Дискография
- «Tā Kā Taka», режиссёр Varis Kurmiņš, 2011 год
- «Seventh Heaven», режиссёр Varis Kurmiņš, 2010 год
- «Waving World Wide», режиссёр Varis Kurmiņš, 2010 год